# کاسپاز ۱۲
کاسپاز ۱۲ (انگلیسی: Caspase 12) نام آنزیمی از خانوادهٔ کاسپازها است که سوبسترای خود را از ناحیهٔ سی-ترمینال باقی‌ماندهٔ اسید آسپارتیک می‌شکند.
این آنزیم با کاسپاز ۱ و سایر کاسپازهای التهابی در ارتباط نزدیک است که کارشان، فعال‌سازیِ سیتوکین‌هایی نظیر اینترلوکین ۱ و اینترلوکین ۱۸ است.
ژن کُدکننده این آنزیم بر روی کروموزوم ۱۱ و در جایگاه کروموزومی مشابهی با سایر کاسپازهای التهابی واقع شده‌است.